# Якутський академічний драматичний театр імені П. О. Ойунського
Якутський академічний драматичний театр імені П. О. Ойунського (рос. Якутский академический драматический театр им. П.А. Ойунского, якут. П.А. Ойуунускай аатынан Академическай Саха театра) — академічний драматичний театр Республіки Саха (Якутія), розташований у столиці місті Якутську; носить ім'я якутського письменника, поета, драматурга і мовознавця, визначного культурного, державного і політичного діяча Якутії Платона Олексійовича Ойунського. Це головний театр Республіки, що ставить п'єси якутською мовою.

## Загальні дані
Якутський академічний драматичний театр імені П. О. Ойунського міститься у сучасній та функціональній новобудові за адресою:
вул. Орджонікідзе, буд. 1, м. Якутськ—677000 (Республіка Саха, Російська Федерація).
Кількість місць у глядацькій залі — 400, в тому числі: 12 місць у правій ложі та 11 місць у лівій ложі.
Директор театру — Ніколаєв Анатолій Павлович, художній керівник — Борисов Андрій Савич. 

## Історія
У 1920 році під час організації Російського драматичного театру в Якутську була утворена самодіяльна якутська трупа.
У 1925 році якутська трупа оформилась у самостійний театральний колектив — відтак, день прем'єрного показу вистави за комедією Н. Д. Неустроєва «Злий дух» 17 жовтня прийнято вважати днем народження театру. 
Першим директором національного театру став А. І. Софронов — поет і драматург, один з основоположників якутської художньої літератури. Режисером був запрошений Д. Д. Большев, організатор самодіяльного театру в місті Вілюйську. Першим професійним режисером театру був С. А. Григор'єв. Він пропрацював головним режисером від 1933 до 1958 року.
У 1934 році театру присвоєно ім'я основоположника якутської радянської літератури, громадського діяча і вченого-лінгвіста П. О. Ойунського.
У 1960—70-і роки театром керував Ф. Ф. Потапов, який поставив ряд цікавих постановок, що склали основний репертуар театру.
Від 1983 року художнім керівником театру працює А. С. Борисов. 
У 1995 році театру присвоєно звання академічного, і відтоді він дістав свою сучасну назву — Саха Академічний театр імені Платона Олексійовича Ойунського.
У 1996 році театром підготовлено перший випуск акторської студії при Республіканському коледжі культури і мистецтва.
У 1997 році театр брав участь у фестивалі «Учитель і учні» в Москві, потім у 1998 році в Міжнародному театральному фестивалі «Балтійський Дім» у Санкт-Петербурзі з виставою «Король Лір» у постановці А. Борисова.

## Репертуар і трупа
У поточному репертуарі Якутського академічного драматичного театру імені П. О. Ойунського 30 вистав за п'єсами якутських драматургів, вистави російської та зарубіжної класики і дитячі спектаклі. У афіші, зокрема, твори В. Шекспіра «Король Лір», «Сон літньої ночі», К. Гольдоні «Слуга двох панів», М. Гоголя «Одруження», А. Чехова «Чайка», Ч. Айтматова «Материнське поле», «Бажаний блакитний берег мій», М. Каріма «У ніч місячного затемнення» та інші.
Театр постійно репетирує нові постановки і планує гастролі по улусах республіки і містах Росії.
У теперішній час (2000-ні) трупу театру складають випускники 5 поколінь Московського театрального училища ім. М. С. Щепкіна при Малому театрі Росії. Серед них — заслужені артисти РФ А. Іванова, М. Гоголєв, О. Кузьміна, С. Федотов, С. Борисова, Є. Степанов.

## Виноски
1. ↑  Контакти (театру)[недоступне посилання] на Вебсторінка театру (рос.)
2. ↑  План зали (театру)[недоступне посилання] на Вебсторінка театру [Архівовано 2009-09-26 у Wayback Machine.] (рос.)
3. ↑  Спектаклі (репертуар театру)[недоступне посилання з жовтня 2019] на Вебсторінка театру [Архівовано 26 вересня 2009 у Wayback Machine.] (рос.)